# Lijst van onroerend erfgoed in Leuven
Een overzicht van het onroerend erfgoed in de gemeente Leuven. Het onroerend erfgoed maakt deel uit van het cultureel erfgoed in België.

## Monumenten
Deze pagina is vanwege de grootte opgesplitst in aparte pagina's:
- Lijst van onroerend erfgoed in Leuven (40000-70000)
- Lijst van onroerend erfgoed in Leuven (70000-200000)
- Lijst van onroerend erfgoed in Leuven (200000-)